# Muži v říji
Muži v říji je česká filmová komedie Roberta Sedláčka z roku 2009 z prostředí současné moravské vesnice.
Příběh se odehrává v Mouřínově, kde má proběhnout mistrovství Evropy ve vábení jelenů. Na tuto soutěž má dorazit i premiér s ministrem zemědělství, čehož chce využít starosta obce (Pavel Zedníček), který chce lobbovat za výstavbu lepší silnice do obce. Zároveň je soutěž i zásahem do vztahů obyvatel vesnice.

## Obsazení
| Jaroslav Plesl (herec) | Franta              |
| Eva Vrbková            | Eva                 |
| Martin Trnavský        | René                |
| Jaromír Hanzlík        | Jarda Hanák         |
| Marta Vančurová        | Pavla               |
| Pavel Zedníček         | starosta Hanáček    |
| Jaromír Dulava         | Čestmír Weiss       |
| Jiří Lábus             | ministr zemědělství |
| Igor Bareš             | premiér             |
| Martin Huba            | Mistr učitel        |
| Igor Chmela            |                     |
| Petr Váša              | Dan                 |
| Ilona Csáková          | Ilona Csáková       |

## Recenze
- Kamil Fila: Muži v říji. Kurvahošigutntag, to je duch doby. Aktuálně.cz, 20. srpna 2009
- Petr Čihula, MovieZone.cz, 9. srpna 2009
- František Fuka, FFFilm, 21. července 2009